# Brestov nad Laborcom
Brestov nad Laborcom es un municipio del distrito de Medzilaborce en la región de Prešov, Eslovaquia, con una población estimada a final del año 2024 de 130 habitantes.
Se encuentra ubicado al noreste de la región, cerca del río Laborec (cuenca hidrográfica del río Tisza) y de la frontera con Polonia.

## Demografía
| Año        | 1994 | 2004     | 2014     | 2024     |
| ---------- | ---- | -------- | -------- | -------- |
| Población  | 90   | 68       | 105      | 130      |
| Diferencia |      | −24,44 % | +54,41 % | +23,80 % |

| Año        | 2023 | 2024    |
| ---------- | ---- | ------- |
| Población  | 127  | 130     |
| Diferencia |      | +2,36 % |